# Fasshalle (Kempten)

Die Fasshalle auf einer Darstellung aus den späten 1920er Jahren. Es handelt sich um das langgestreckte Gebäude an der Straße.

Die ehemalige Fasshalle in Kempten (Allgäu) war ein Industriegebäude des Allgäuer Brauhauses an der Königstraße. Das seit 2004 denkmalgeschützte Gebäude wurde von den Kemptener Architekten Heydecker im Jahr 1924 entworfen und 1925/26 realisiert.

## Geschichte

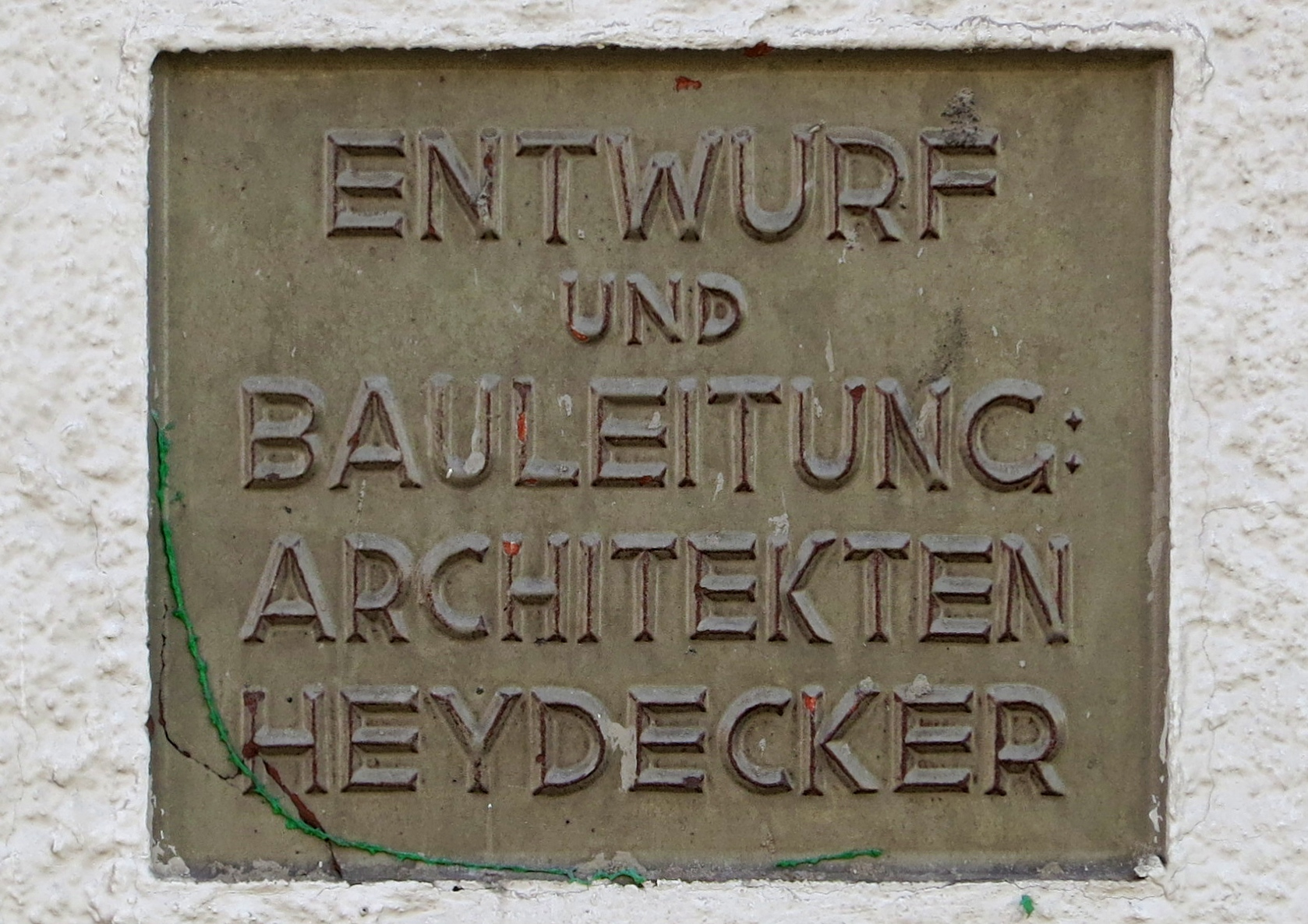
Ein in der Außenfassade eingelassenes Schild weist auf die Architekten hin.

1924 erhielten die lokal bekannten Architekten Heydecker den Auftrag, ein neues Industriegebäude anstelle des bisherigen Engelkellers zu entwerfen. 
Dort wurde im Jahr 1926 die Fasshalle fertiggestellt. In der Halle selbst wurden die Holzfässer gewichst (gereinigt) und mit Bier befüllt. In einem Teil wurde ein Stapelraum für Fässer und Flaschen eingerichtet sowie eine Flaschenabfüllanlage installiert. Ebenso gab es Büroräume. In den 1950er Jahren entstand ein schlichter Erweiterungsbau an die Fasshalle zur Hirnbeinstraße im Süden.

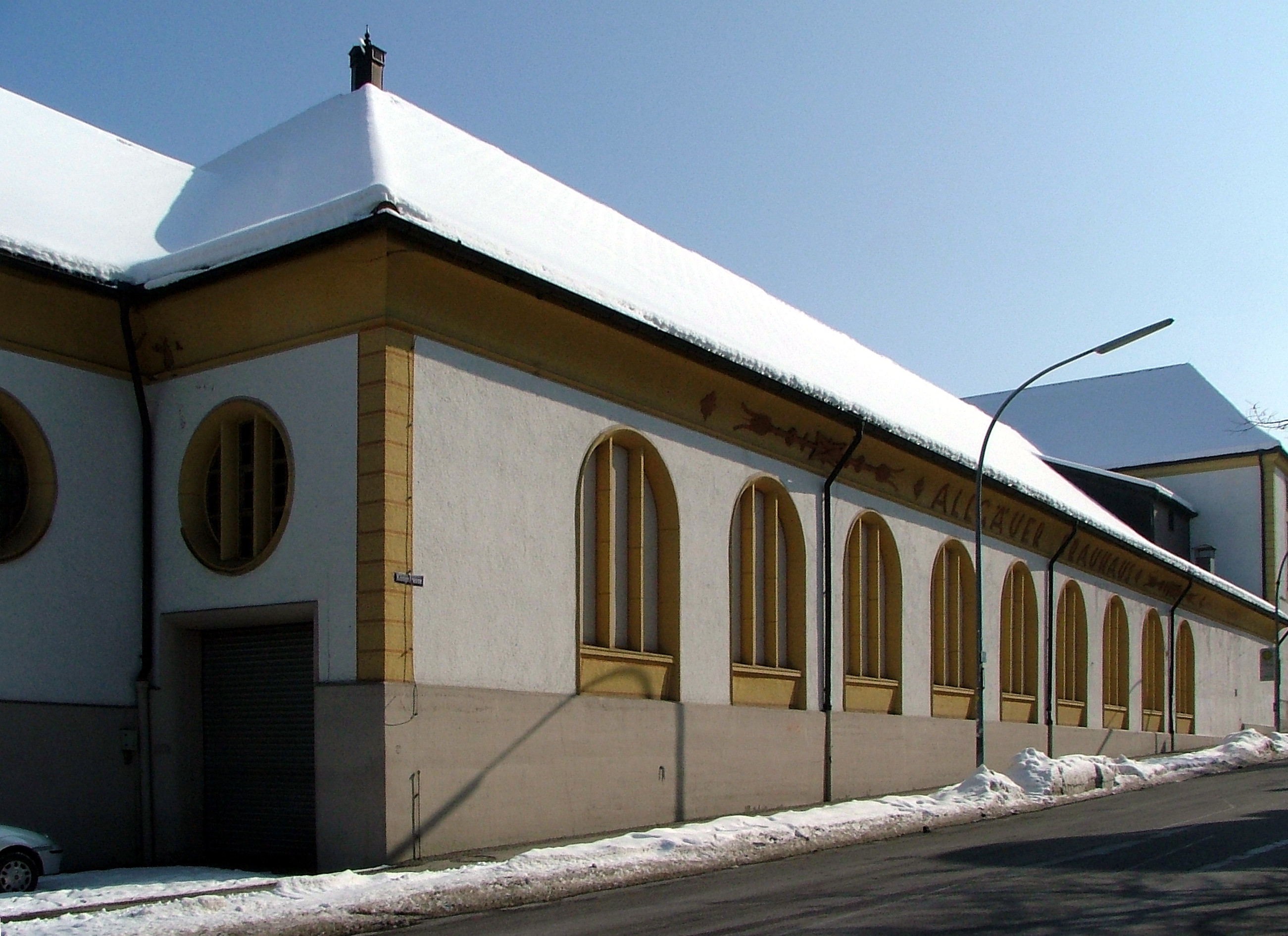
Die Fasshalle vor dem Umbau (2013)

Als 2004 das Allgäuer Brauhaus den Braubetrieb in Kempten aufgab und nach Leuterschach zog, entwickelte sich das Brauhaus-Areal mit der Fasshalle und dem Sudhaus zu einer Brachfläche im Stadtzentrum. 2009 veräußerte das Allgäuer Brauhaus das Areal an eine Tochterunternehmung der Geiger Unternehmensgruppe aus Oberstdorf, die später auch das Gros der Bauarbeiten ausführte.
So wurde von städtischer Seite aus ein Gestaltungswettbewerb ausgelobt mit dem Ziel, das Gebiet zukünftig wieder zu nutzen. So kam es nach mehreren Entwürfen und Vorschlägen zu einer modernen und engen Bebauung in der Nachbarschaft zur Fasshalle. Das historische Sudhaus wurde vollständig abgebrochen und teilweise in alten Formen neu errichtet. Auf der Fläche entstand eine Wohnbebauung mit Tiefgarage. Nicht nur in der Bevölkerung wurde die Neubebauung als zu dicht und architektonisch unpassend bezeichnet.
2015 wurde in der lokalen Presse über einen Holzwurmbefall in der Dachkonstruktion der Fasshalle berichtet. Daraufhin wurde das vollständige Dach demontiert. Schadhafte Dachteile wurden ersetzt, andere Teile instand gesetzt. In dieser Zeit bestand das Gebäude nur aus den Außenwänden und war oben offen. Im Inneren wurden Zwischendecken entfernt und der Boden ausgehoben.
Der 50er-Jahre-Anbau und weitere Anbauteile im Osten der Fasshalle wurde 2016 abgebrochen. 2017 wurde im Süden ein kubischer Bau mit Sichtbeton und Glas für Gewerbeflächen fertiggestellt. 2017 hatte die Fasshalle wieder ihr Dach erhalten. So konnte auch ein geplanter Eröffnungstermin im Jahr 2017 nicht umgesetzt werden, bei dem drei Gastronomiebetriebe für 700 Gäste eröffnet hätten. Insgesamt kosteten Umbau und Sanierung der Fasshalle 15 Millionen Euro, wovon ein Teil durch die Bayerische Landesstiftung subventioniert werden soll.
Im Norden, an der Beethovenstraße soll (Stand: 2018) westlich der Villa Bayerischen Staatsbank, in der mehrere Jahrzehnte die Verwaltung des Allgäuer Brauhauses saß und nun eine Gewerkschaft ihren Sitz hat, ein Hotel entstehen. In direkter Nachbarschaft befindet sich bereits im Allgäu Tower ein Hotel.

## Beschreibung
Das Gebäude spiegelt die Formensprache der Architekten Heydecker wider, so wie sich auch von der Allgäuhalle oder dem benachbarten Haus der  Milchwirtschaft bekannt ist. Die Fassade ist geprägt von den rundbogigen und kreisförmigen Fensteröffnungen, die über mehrere Jahrzehnte zugemauert waren. Das Walmdach wird durch eine feingliedrige Holzbinderkonstruktion getragen. Die Gewölbekeller stammen von früheren Brauereien auf dem Gelände.
Das ursprüngliche Gebäudeinnere ist aufgrund wiederholter Umbauten, wie üblich bei Industriegebäuden, nicht mehr erhalten. So wurde auch nur die Außenfassade und das Dach vom Bayerischen Landesamt für Denkmalpflege als besonders schützenswert empfunden.